# Съединени провинции Влашко и Молдова
Съединени провинции Влахия и Молдавия е съвместен проект на Британската и Френската империя за държавен съюз между двете княжества под егидата на Османската империя.
Проектът възниква непосредствено след Парижкия мирен договор, белязал края на Кримската война. Парижката конвенция от 1858 г. предвижда общо държавно устройство между двете княжества. Актът отприщва обединителните процеси между двете княжества и на следващата 1859 г. се стига до фактическото прогласяване на обединено княжество Влахия и Молдавия.